# Coupe de France 1955/56
Der Wettbewerb um die Coupe de France in der Saison 1955/56 war die 39. Ausspielung des französischen Fußballpokals für Männermannschaften. In diesem Jahr meldeten 1.203 Vereine.
Titelverteidiger war der OSC Lille, der in dieser Saison schon früh ausschied. Die Trophäe gewann die Union Athlétique Sedan-Torcy, die genau wie ihr Endspielgegner AS Troyes-Savinienne zum ersten Mal ein Pokalfinale erreichte.
Für unterklassige Mannschaften war dies kein sehr erfolgreicher Wettbewerb; zwar hatten immerhin vier Zweitdivisionäre und zwei drittklassige Amateurteams (AS Brest und SM Caen) das Achtelfinale erreicht, aber kein einziger von ihnen überstand diese Runde.
Nach den auf regionaler Ebene organisierten Qualifikationsrunden griffen ab der Runde der letzten 64 Mannschaften auch die 18 Erstligisten in den Wettbewerb ein. Für das Zweiunddreißigstelfinale legte die Pokalkommission des Landesverbands FFF die Spielansetzungen fest, um so frühe Begegnungen zwischen zwei Erstligisten zu vermeiden. Ab dem Sechzehntelfinale wurden die Paarungen frei ausgelost. Spiele fanden generell auf neutralem Platz statt – darunter auch einige in Französisch-Nordafrika (Casablanca und Oran) –, lediglich Amateurmannschaften hatten im Zweiunddreißigstelfinale Heimrecht, wenn sie auf eine Profielf trafen. Endete eine Begegnung nach Verlängerung unentschieden, wurden solange Wiederholungsspiele ausgetragen, bis ein Sieger feststand.

## Zweiunddreißigstelfinale
Spiele am 8., Wiederholungsmatches am 15. bzw. 19. Januar 1956. Die Vereine der beiden professionellen Ligen sind mit D1 bzw. D2 bezeichnet, diejenigen der landesweiten Amateurspielklasse mit CFA, die höchsten regionalen Amateurligen als DH, PH bzw. LD („Division d’Honneur“, „Promotion d’Honneur“ bzw. Liga eines Distrikts).
| - SR Delle DH – Olympique Lyon D1 0:10 - Girondins Bordeaux D1 – AS Aix D2 2:1 - SPN Vernon CFA – RC Lens D1 0:3 - Le Havre AC D2 – FC Metz D1 3:1 - Stade Raphaëlois DH – FC Grenoble D2 1:2 - SA Épinal PH – VGA Saint-Maur CFA 2:0 - AS Cannes D2 – SC Draguignan CFA 3:1 - AS Monaco D1 – AS Avignon DH 3:0 - US Le Mans PH – AS Brest CFA 1:2 - USM Montargis DH – Olympique Marseille D1 1:4 - AAJ Blois CFA – FC Nantes D2 3:2 - CS Blénod DH – US Valenciennes D2 3:1 - AS Béziers D2 – AJ Rochechouart CFA 3:0 - JA Armentières CFA – AS Aulnoye LD 2:0 - AS Cherbourg CFA – SCO Angers D2 1:5 - Olympique Alès D2 – AS Giraumont CFA 3:2 | - SM Caen CFA – Racing Paris D1 3:2 - CO Vincennes PH – Stade Rennes UC D2 0:5 - SO Montpellier D2 – AS Troyes-Savinienne D1 3:3 n. V., 2:3 - SA Thiers CFA – FC Toulouse D1 1:7 - RC Strasbourg D1 – FC Sète D2 4:0 - AS Hautmont DH – FC Sochaux D1 0:9 - USO Bruay CFA – UA Sedan-Torcy D1 0:2 - OSC Lille D1 – CO Roubaix-Tourcoing D2 4:1 - Wydad AC Casablanca DH – AS Saint-Étienne D1 1:2 - AS Moulins DH – RC Vichy CFA 0:5 - US Saint-Malo DH – Stade Reims D1 0:5 - AC Cambrai PH – Stade Français Paris D2 0:4 - FC Perpignan D2 – Olympique Nîmes D1 0:2 - US Saint-Gaudens DH – OGC Nizza D1 1:6 - US Tavaux-Damparis DH – FC Nancy D1 1:5 - FC Dieppe DH – Red Star OA D2 2:2 n. V., 1:5 |

## Sechzehntelfinale
Spiele am 5., Wiederholungsmatches zwischen 9. und 23. Februar 1956
| - Olympique Lyon D1 – Red Star OA D2 1:0 - RC Lens D1 – Girondins Bordeaux D1 3:2 - Le Havre AC D2 – AS Monaco D1 2:0 - FC Grenoble D2 – Stade Rennes UC D2 1:1 n. V., 0:0 n. V., 2:0 - AS Brest CFA – AS Cannes D2 1:0 - Olympique Marseille D1 – RC Strasbourg D1 2:0 - AS Béziers D2 – Stade Français Paris D2 2:0 - SCO Angers D2 – AAJ Blois CFA 6:3 n. V. | - SM Caen CFA – Olympique Alès D2 1:0 - AS Troyes-Savinienne D1 – FC Sochaux D1 0:0 n. V., 3:1 - UA Sedan-Torcy D1 – SA Épinal PH 5:1 - AS Saint-Étienne D1 – OSC Lille D1 2:0 - Stade Reims D1 – FC Toulouse D1 4:0 - Olympique Nîmes D1 – CS Blénod DH 3:2 - OGC Nizza D1 – RC Vichy CFA 2:1 - FC Nancy D1 – JA Armentières CFA 4:1 |

## Achtelfinale
Spiele am 4., Wiederholungsmatch am 15. März 1956
| - Olympique Lyon D1 – AS Brest CFA 5:1 - RC Lens D1 – SM Caen CFA 4:1 n. V. - AS Troyes-Savinienne D1 – Olympique Nîmes D1 1:0 - UA Sedan-Torcy D1 – FC Grenoble D2 7:3 | - AS Saint-Étienne D1 – SCO Angers D2 3:1 - Stade Reims D1 – AS Béziers D2 1:1 n. V., 2:0 - OGC Nizza D1 – Le Havre AC D2 4:1 - FC Nancy D1 – Olympique Marseille D1 6:1 |

## Viertelfinale
Spiele am 8. April 1956
| - Olympique Lyon D1 – OGC Nizza D1 3:0 n. V. - AS Troyes-Savinienne D1 – Stade Reims D1 3:2 | - UA Sedan-Torcy D1 – AS Saint-Étienne D1 2:0 - FC Nancy D1 – RC Lens D1 3:1 n. V. |

## Halbfinale
Spiele am 6. Mai 1956
| - AS Troyes-Savinienne D1 – FC Nancy D1 3:2 | - UA Sedan-Torcy D1 – Olympique Lyon D1 1:0 |

## Finale
Spiel am 27. Mai 1956 im Stade Olympique Yves-du-Manoir in Colombes vor 47.258 Zuschauern
- UA Sedan-Torcy – AS Troyes-Savinienne 3:1 (2:0)

### Mannschaftsaufstellungen
Auswechslungen waren damals nicht möglich.
UA Sedan-Torcy: Pierre Vincent – Daniel Carpentier, Albert Eloy , Maxime Fulgenzy – Marcel Pascal, Christian Oliver – Claude Brény, Michel Lefèbvre, Pierre Tillon, Célestin Oliver, Diego Cuenca
Trainer : Louis Dugauguez
AS Troyes-Savinienne: Pierre Landi – Jean Thuane, Jacques Diebold, François Czapski – Jean Thomas, Saïd Ferrad – Erik Kuld Jensen, Åke Hjalmarsson, Fernand De Vlaeminck, Bernard Delcampe, Pierre Flamion 
Trainer : Roger Courtois
Schiedsrichter: Maurice Guigue (Marseille)

### Tore
1:0 Cuenca (13.)

2:0 Thuane (34., Eigentor)

3:0 Tillon (57.)

3:1 De Vlaeminck (62.)

### Besondere Vorkommnisse
Auf diese Endspielpaarung hätte zu Jahresbeginn kein Fachjournalist getippt: der Erstdivisionsneuling aus den Ardennen, überhaupt erst im dritten Jahr im Berufsfußball und mit zahlreichen Halbprofis („Arbeiterfußballer“) antretend, traf auf den Tabellenletzten und späteren Absteiger aus Troyes. In der Meisterschaft hatte Troyes beide Partien gegen seinen Kontrahenten gewonnen – zwei seiner insgesamt überhaupt nur fünf Punktspielsiege der laufenden Saison. Zum Pokalfinale reisten die Anhänger Sedans mit einer lebenden Bache in die Hauptstadt; „Dudule“ richtete einigen Flurschaden auf dem Rasen des Olympiastadions an, brachte der Mannschaft aber das erhoffte Glück.